# 賀藤景林

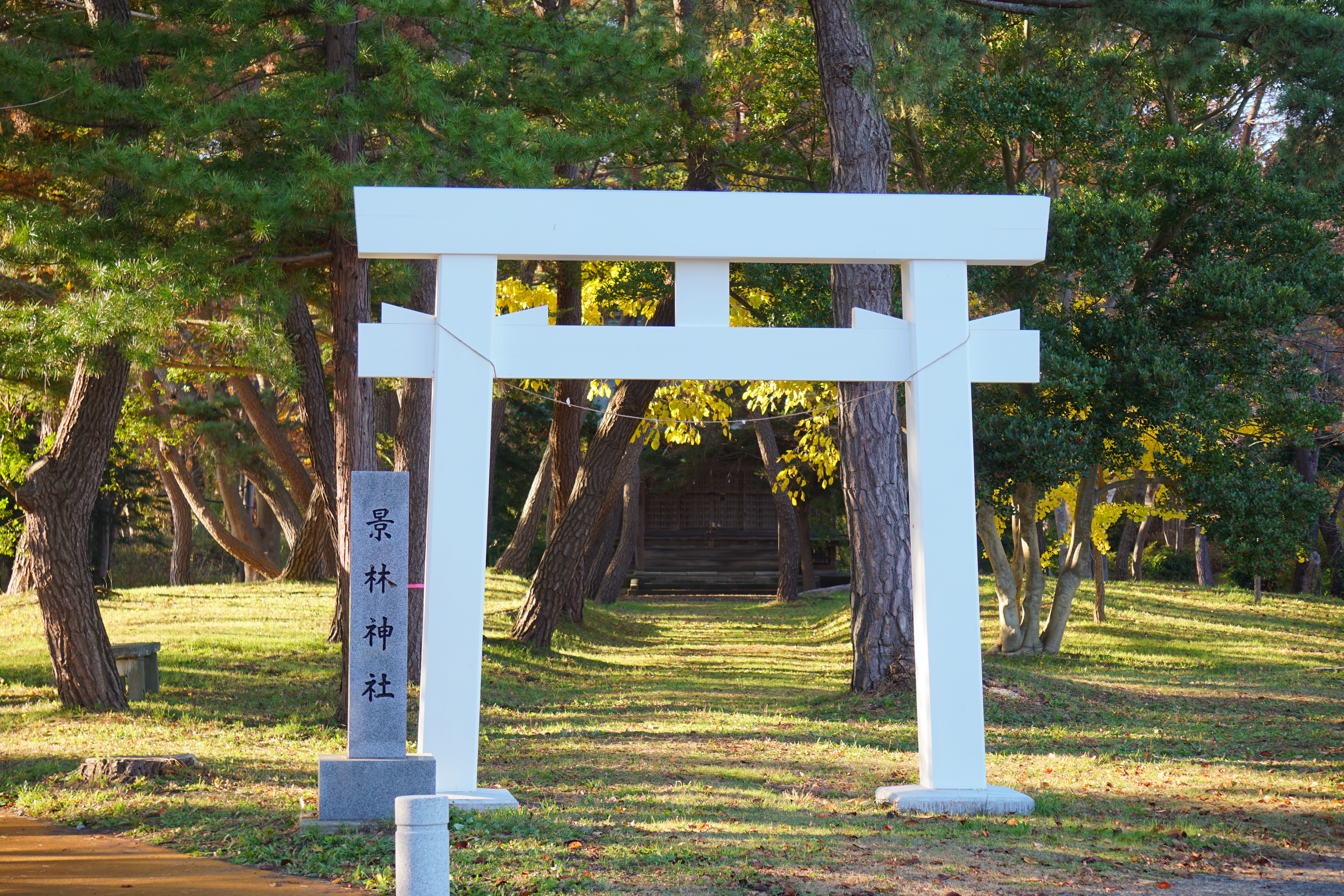
賀藤景林を祀る景林神社

賀藤 景林（かとう けいりん、かげしげ、明和5年（1768年） - 天保5年（1834年））は江戸時代の久保田藩財政方吟味役、木山方吟味役などを務めた人物。久保田藩9代目藩主佐竹義和に仕えて林政改革を進めた。

## 生涯
1768年、久保田藩の下級武士賀藤八郎兵衛景親の長男として生まれる。幼名は駒之助。生後間もなく産後の肥立ちが悪かった母を亡くし、さらに7歳にして父親を亡くして翌年8歳にして家督を継ぐことになる。後妻であった義母と異母弟妹と暮らしながら元服を迎え正式に藩に仕え始めるが、天明の飢饉によって一家が離散するなど生活の苦労は絶えなかった
。
その後再び家族と暮らし始め、19歳からは萱刈御検使、塗屋御検使、御材木役、御学館勤番役などを務める。ただしこれらは臨時の端役であり景林にとっては長い下積み時代であった。38歳になり御財用吟味役に抜擢され、木山方勤務を命じられる。藩の財政において天然秋田杉の伐採と販売は重要な収入源であったが長年の伐採による資源の先細りや先述の飢饉もあって当時の山林は荒廃が進み、林政の立て直しと改革が求められている時期であった。
木山方吟味役になった景林は、まず当時郡奉行が実効支配していた山林行政を勘定奉行の下に置かれた木山方に移して権限を集約した。そして山林に関する山絵図と調査台帳を整備し領民が樹木を伐採したことが一目で分かるようにしたほか、領内に木材の売買をする御材木場という機関を設置して領民が藩を通さずに利益を得る事ができないようにした。また、領民が自由に利用していた山を次々と藩の留山として木材となる木の伐採を制限した。このような厳しい改革の一方でこれまで藩と領民で折半になっていた収入を藩3割、領民7割として領民の利益を大きく高めもした。このことで山林が保護されると同時に領民達には将来の財産として木を育てる意識が産まれ、植林の推進が成功した。景林は自らも植林をし、山野を歩いて資料を編纂して熱心に働いた
。
1812年（文化9年）には江戸に出向するが、帰還後も出世を固辞し木山方吟味役の職に戻る。藩内でも主要な木材集積地であった米代川流域の能代木山方は先の改革でも未だ独立機関として残っていたが、景林はこれを自ら兼任してまとめ勘定奉行の下に権限を移動した。またこの兼任によって能代に住んだこともあり、1822年（文政5年）からは山本郡林取立役栗田定之丞の後を継いで砂留普請に着手し、能代沿岸部（現在の風の松原）のクロマツ植林を進める。景林が植えた松は76万本以上となり地域住民の生活に大きく貢献した。また息子の景琴も後を引き継ぎ30万本の松の植栽を続けた。
景林のこのような仕事ぶりもあって約30年かけて藩の林業財政は大きく改善していった。
壮年を過ぎてからも林野を歩き回り本を編纂していた景林であるが、病に倒れ67歳でこの世を去る。その頃に自分が書いていた「木山方以来覚」の追加修正がしきれなかった事を悔やみ、最後まで仕事の事を考えていたという。家督は息子の景琴が継いだ。
景林の秋田の林業への貢献は大きく「秋田杉の父」とも呼ばれる。また能代市には景林の名に由来する景林町の地名が残っており、1933年（昭和8年）には能代公園には松を植栽した景林を祀る景林神社が建てられた。神社の敷地にある「賀藤景林君之神霊」の石碑があるが、これは平田篤胤の婿養子平田銕胤による揮毫であり、景林の死後1850年（嘉永3年）に遺徳を讃えて有志が建立していたものを公園造成に合わせて移築したものである。